# Club Náutico (Habana)

El Club Náutico es un edificio en Cuba . Se encuentra en el reparto de Náutico, Playa, La Habana .

## Historia
Fue construido originalmente en la década de 1920 y ampliado en 1936 por su propietario Carlos Fernández. Los socios pagaban una tarifa económica (10 centavos), siendo menos elitista que el Habana Biltmore Yacht and Country Club o el Miramar Yacht Club,  llegando a tener más de cinco mil socios. El club incluía el acceso a una corta playa y una pista de baile con orquesta. En la década de 1950, el aumento de miembros hizo necesaria la ampliación de las instalaciones originales y en 1953 el arquitecto Max Borges Recio diseñó un conjunto de pórticos cubiertos por bóvedas similares a los que acababa de diseñar para el Tropicana .
En la actualidad se encuentra en un estado de relativo deterioro, reconvertido en el Círculo Social Obrero Félix Elmuza.

## Arquitectura
Borges utilizó un arco catenario, similar a los utilizados en el Tropicana .
En el Club Náutico juega con una diferenciación de color entre la superficie azul y lisa del revestimiento arquitectónico del arco y la estructura blanca superior. Los arcos del Club Náutico carecen de la pureza arquitectónica y estructural que Borges logró en el Tropicana ya que los arcos allí son en su mayoría autoportantes. Aquí, como en el Tropicana, Borges aprovechó la diferencia de altura entre los arcos para insertar una claraboya de cristal. Los pisos son de hormigón pulido.